# Anyi (förhistorisk stad)
Anyi (安邑; Ānyì) är en förhistorisk huvudstad för den kinesiska Xiadynastin. Staden grundades under tiden för Yu den store, och gjordes till huvudstad av Yu eller av hans efterföljande kung Qi.
Enligt flera klassiska källor är det Xia i Shanxi som är den tidigare Anyi. Den arkeologiska lokalen Dongxiafeng, som ligger en dryg mil nordost om Xia, är sannolikt en tidig huvudstad för Xiadynastin.
Anyi är eventuellt ett annat namn för Jidu (冀都) som nämns i Bambuannalerna.